# افرائیم کیشون
افرائیم کیشون (عبری: אפרים קישון‎؛ ؛ ۲۳ اوت ۱۹۲۴ – ۲۹ ژانویهٔ ۲۰۰۵) یک نویسنده، نمایش‌نامه‌نویس، کارگردان فیلم، فیلم‌نامه‌نویس، مجسمه‌ساز، روزنامه‌نگار، و هنرپیشه اهل اسرائیل بود.
افرائیم کیشون یکی از پُرمخاطب‌ترین طنزپردازان معاصر در جهان بود.
از فیلم‌های او می‌توان به مأمور پلیس اشاره کرد که نامزد دریافتِ جایزه اسکار بهترین فیلم غیر انگلیسی‌زبان در سال چهل و چهارمین دوره جوایز اسکار در سال ۱۹۷۱ میلادی بود و در همان سال نیز، برندهٔ جایزه گلدن گلوب بهترین فیلم غیر انگلیسی‌زبان شد.
وی همچنین برندهٔ جوایزی همچون جایزه اسرائیل شده‌است.